# Lê Hồng Phong, Phủ Lý
Lê Hồng Phong là một phường thuộc thành phố Phủ Lý, tỉnh Hà Nam, Việt Nam.

## Địa lý
Phường Lê Hồng Phong có vị trí địa lý:
- Phía đông giáp các phường Châu Cầu,Quang Trung, Thanh Châu
- Phía tây giáp thị xã Kim Bảng
- Phía nam giáp phường Châu Sơn
- Phía bắc giáp xã Phù Vân.

Phường Lê Hồng Phong có diện tích 7,61 km², dân số năm 2013 là 15.009 người, mật độ dân số đạt 1.973 người/km².

## Hành chính
Phường Lê Hồng Phong được chia thành 9 tổ dân phố.

## Lịch sử
Phường được thành lập vào ngày 11 tháng 11 năm 2000, trên cơ sở một phần diện tích và dân số của xã Châu Sơn (nay là phường Châu Sơn). Khi mới thành lập, phường có 271,78 ha diện tích tự nhiên và 6.083 nhân khẩu.
Ngày 23 tháng 7 năm 2013, phường được mở rộng trên cơ sở sáp nhập 462,37 ha diện tích tự nhiên và 5.163 nhân khẩu của xã Thanh Sơn thuộc huyện Kim Bảng. Sau khi điều chỉnh, phường có 760,64 ha diện tích tự nhiên và 15.009 nhân khẩu.

## Xã hội
Nhiều văn phòng của các sở, ban, ngành của Hà Nam đóng tại đây, như Sở Công an, Bộ chỉ huy quân sự Tỉnh, Sở Giáo dục và Đào tạo, Sở Nông nghiệp, Sở Thể dục thể thao với nhà thí đấu đa năng và sân vận động. Ngoài ra, ở đây còn có nhiều cơ sở giáo dục quan trọng của tỉnh, như: các cơ sở Hà Nam của Trường Đại học Công nghiệp Hà Nội, Trường Đại học Sư phạm Hà Nội, Trường Đại học Thương mại; Trường Trung học Y tế Hà Nam, Trường Trung học Bưu chính viễn thông, Trường Trung học phổ thông Phủ Lý A.

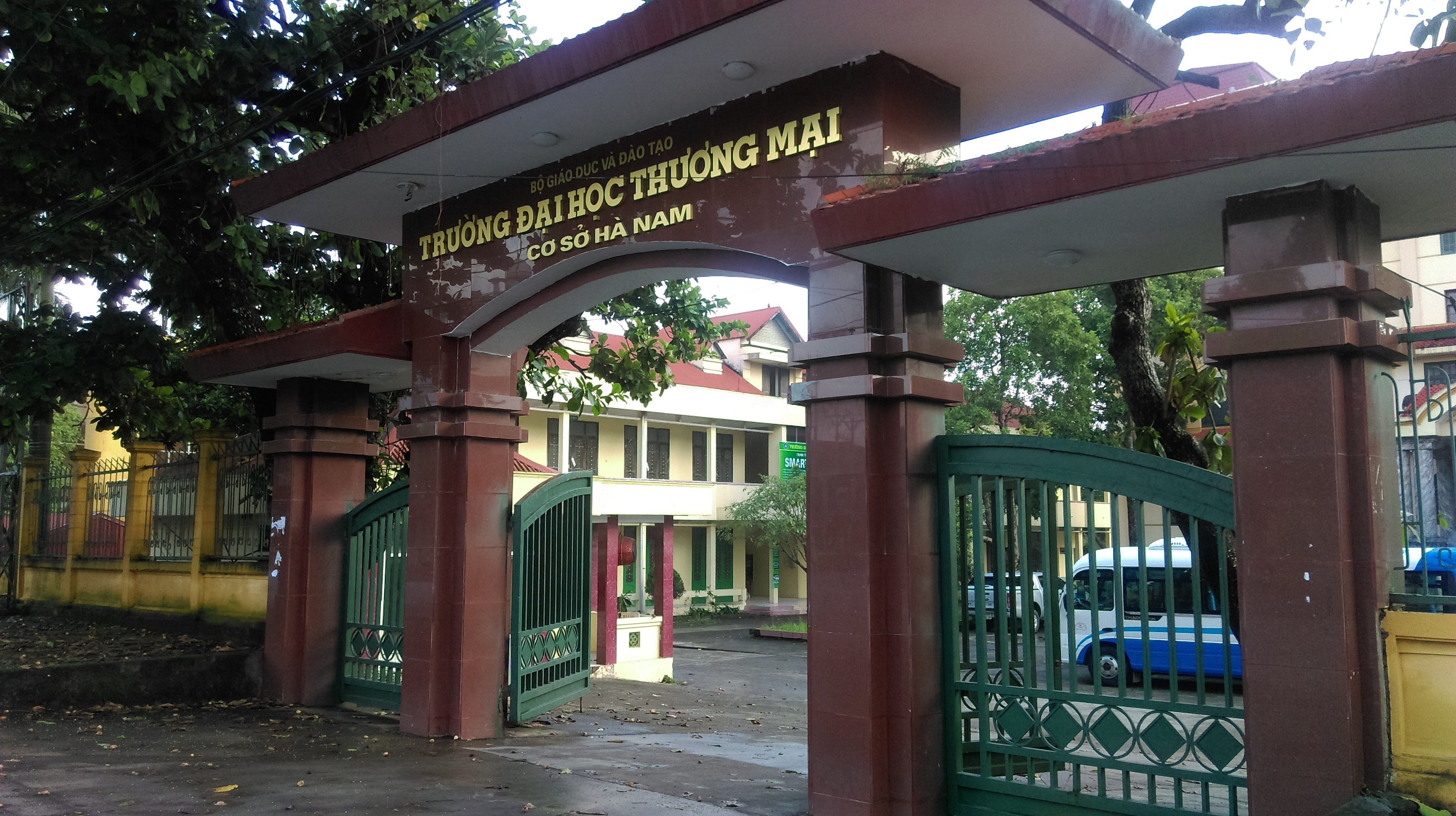
Trường Đại học Thương mại - cơ sở Hà Nam.

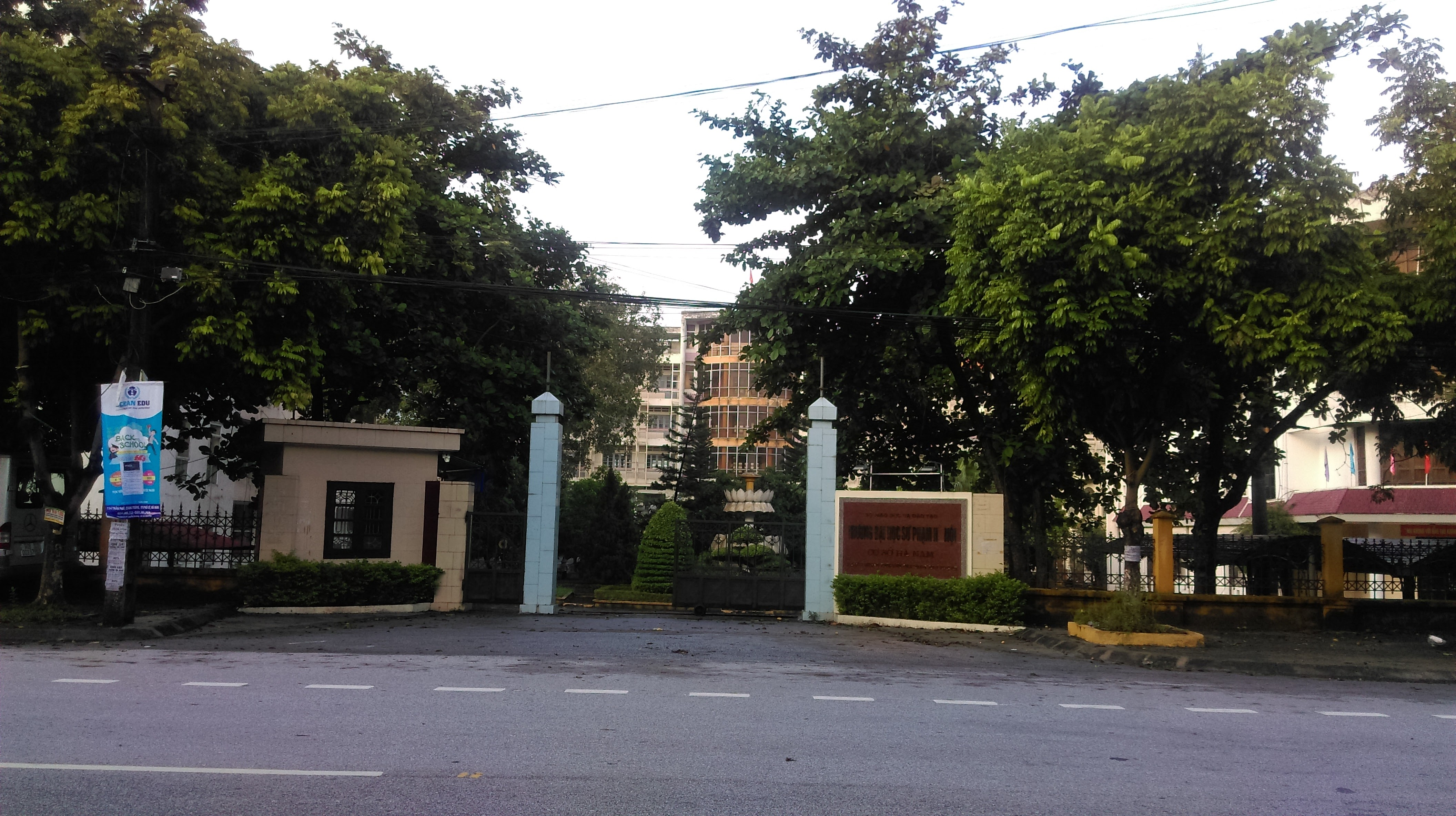
Trường Đại học Sư phạm Hà Nội - cơ sở Hà Nam.